# Copa Colsanitas 2008
Il Copa Colsanitas 2008, noto anche come Copa Colsanitas Santander 2008 per motivi di sponsorizzazione, è stato un torneo di tennis giocato sulla terra rossa.
È stata l'11ª edizione del Copa Colsanitas, che fa parte della categoria Tier III nell'ambito del WTA Tour 2008.
Si è giocato al Club Campestre El Rancho di Bogotà in Colombia, dal 18 al 24 febbraio 2008.

## Campioni

### Singolare
Nuria Llagostera Vives ha battuto in finale  María Emilia Salerni con il punteggio di 6–0, 6–4

### Doppio
Iveta Benešová /  Bethanie Mattek hanno battuto in finale  Jelena Kostanić Tošić /  Martina Müller con il punteggio di 6–3, 6–3